# Rejon doliński
Rejon doliński – dawny rejon w składzie obwodu iwanofrankiwskiego, zlikwidowany w wyniku reformy administracyjno-terytorialnej 17 lipca 2020. Wszedł w skład rejonu kałuskiego.
Został utworzony w 1940, jego powierzchnia wynosiła 1248 km², a ludność liczyła 71 050 osób. Władze rejonu znajdowały się w Dolinie.

## Spis miejscowości
- Angelówka (Ангелівка)
- Belejów (Белеїв)
- Bolechów[2] (Болехів)
- Bubniszcze[3] (Бубнище)
- Bukowec[4] (Буковець)
- Cerkowna (Церковна)
- Cisów (Тисів)
- Dąbrowa (Діброва)
- Dolina (Долина)
- Gerynia (Гериня)
- Hoszów (Гошів)
- Huziejów[5] (Гузіїв)
- Jakubów (Якубів)
- Jaworów (Яворів)
- Kalna (Кальна)
- Kniażołuka (Княжолука)
- Kozakiwka (Козаківка)
- Kropiwnik (Кропивник)
- Lipa (Липа)
- Lolin (Лолин)
- Łużki (Лужки)
- Maksymówka (Максимівка)
- Mizuń Nowy (Новий Мізунь)
- Mizuń Stary[6] (Старий Мізунь)
- Miżriczczia[7]  (Міжріччя)
- Mysliwka (Мислівка)
- Nadziejów (Надіїв)
- Nowiczka (Новичка)
- Nowosielica (Новоселиця)
- Nowoszyn (Новошин)
- Obołonie (Оболоння)
- Pacyków (Пациків)
- Pidliski[8][9] (Підліски)
- Podbereż (Підбережжя)
- Polanica[10] (Поляниця)
- Pszenicznik (Пшеничники)
- Rachiń (Рахиня)
- Raków (Раків)
- Roztoczki (Розточки)
- Seneczów (Сенечів)
- Słoboda Bolechowska (Слобода-Болехівська)
- Słoboda Dolińska (Слобода-Долинська)
- Sołuków (Солуків)
- Sukiel (Сукіль)
- Stańkowce (Станківці)
- Taniawa (Танява)
- Tiapcze (Тяпче)
- Trościaniec (Тростянець)
- Turza Mała (Мала Тур'я)
- Turza Wielka (Велика Тур'я)
- Wełdzirz (Шевченкове)
- Witwica (Витвиця)
- Wygoda (Вигода)
- Wyhadówka (Вигодівка)
- Wyszków (Вишків)
- Zarzecze[11] (Заріччя)